# Sillas de asiento

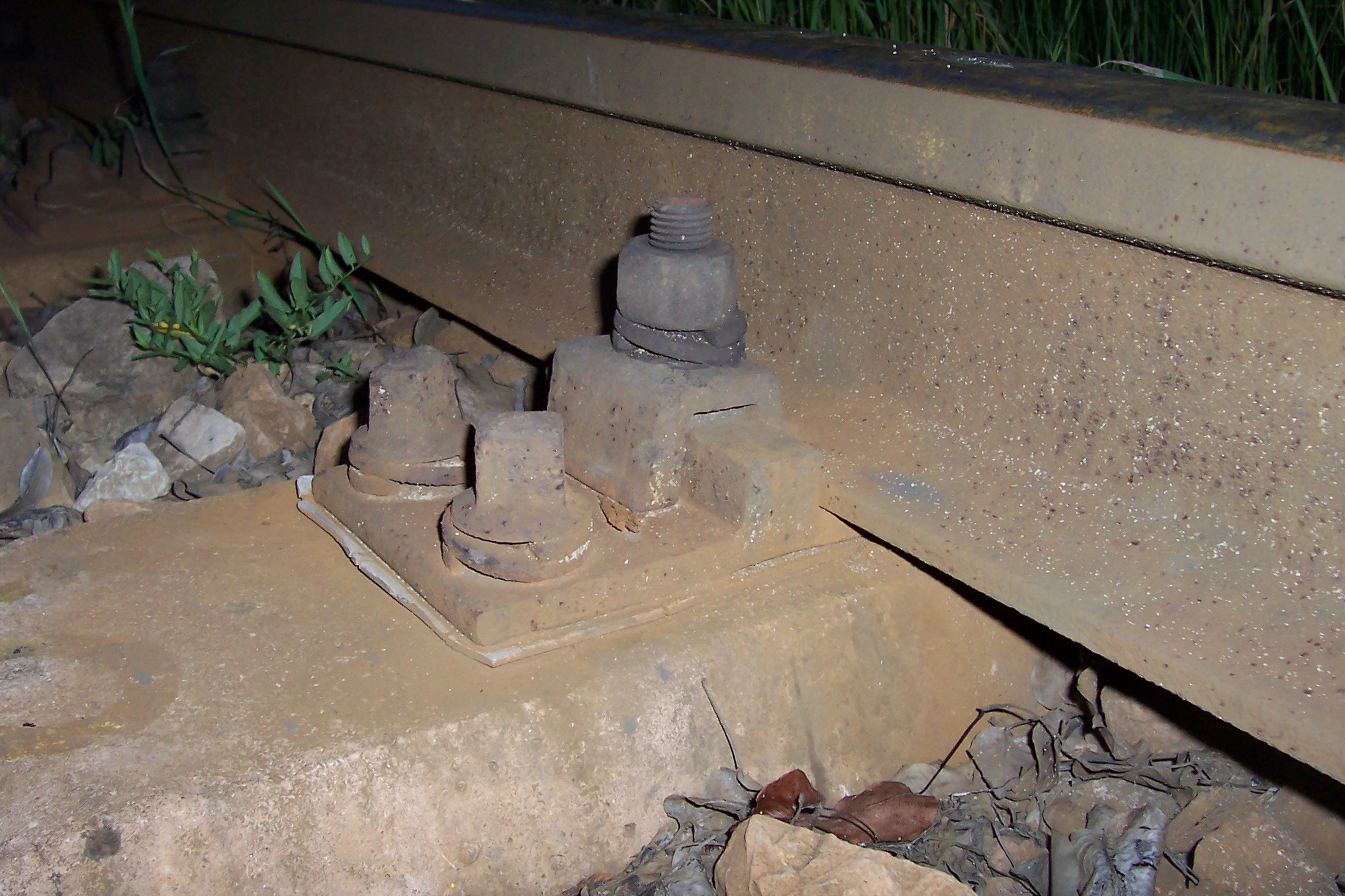
Silleta de asiento metálica y elastómero, sobre durmiente de hormigón.

Se denomina sillas, silletas o placas de asiento a un elemento de la vía férrea consistente en unas piezas metálicas o de elastómeros situados entre el riel y su sujeción, y la traviesa o placa sobre las que estos se asientan.
Habitualmente la interfaz entre el riel y la traviesa consiste en una placa metálica o elástica, o ambas, con lo cual se reduce la presión específica transmitida por el rail, protegiendo a las traviesas y dando elasticidad a la vía. Otras funciones que desempeñan las placas metálicas (sillas de asiento) es servir de conexión entre el rail y la traviesa por sujeciones indirectas, y contribuir al correcto posicionamiento del rail en la traviesa. Y las funciones de las placas elásticas son contribuir a evitar el desplazamiento longitudinal de los railes y amortiguar las vibraciones que sobre la traviesa. A lo que hay que añadir, la tarea conjunta de hacer solidarias todas las sujeciones de la silla de asiento para evitar los desplazamientos laterales del rail. 
En cuanto al elastómero, su presencia es indispensable para conseguir la capacidad de absorber fuertes cargas mediante pequeñas deformaciones, siendo normal el uso de elementos de caucho entre el rail y la placa principal, con un espesor entre 10 y 15 mm. Un elastómero que se comporta adecuadamente, tiene un descenso de 1,5 mm con el peso de un rail de 20 ton, mientras se recomienda que la presión vertical soportada sea inferior a 15 kg/cm², para conseguir una larga duración del material y una amortiguación aceptable del sonido, y con una duración efectiva de 20 años.
Las sujeciones elásticas se usan normalmente en las traviesas de hormigón armado. Habitualmente la sujeción se ancla a la placa con mortero de resina epoxi o poliéster, por lo cual hay que prestar atención a este adhesivo con ensayos de comprobación de su eficacia. Un fallo de este adhesivo inutiliza la sujeción.
Las vibraciones llevan al desgaste de los elementos de la superestructura y pueden llegar hasta destrozar el balasto, provocando hundimientos en la infraestructura, modificaciones de la posición de la vía, y mayor desgaste.
- Datos: Q117244642
- Multimedia: Tie plates / Q117244642